# Orycterocetus
Orycteocetus — викопний рід кашалотів з міоцену в північній частині Атлантичного океану.

## Класифікація
Orycterocetus є членом Physeteroidea, тісно спорідненим з кашалотами верхівкової групи. Типовий вид, O. quadratidens, вперше був названий Джозефом Лейді на основі двох зубів, двох часткових нижньощелепних гілок і ребра з неогенових відкладів Вірджинії. Пізніше були описані ще два види, O. cornutidens Leidy 1856 та O. crocodilinus Cope, 1868.